# Colfrancui
Colfrancui is een plaats (frazione) in de Italiaanse gemeente Oderzo.